# Ayegui
Ayegui (baskijski: Aiegi) – gmina w Hiszpanii, w Nawarze, o powierzchni 9,61 km². W 2011 roku gmina liczyła 2026 mieszkańców.